# Prince Alfred's Hamlet
Prince Alfred's Hamlet (Engels en Afrikaans: Prince Alfred Hamlet) is een stadje met 7000 inwoners, in de Zuid-Afrikaanse provincie West-Kaap. Prince Alfred's Hamlet behoort tot de gemeente Witzenberg dat onderdeel van het district Kaapse Wynland is.

## Subplaatsen
Het nationaal instituut voor de statistiek, Stats SA, deelt sinds de census 2011 deze hoofdplaats in in zogenaamde subplaatsen (sub place), c.q. slechts één subplaats:
Prince Alfred Hamlet SP.